# Ivan Rössler
Ivan Rössler (* 21. prosince 1945) je český textař, novinář, scenárista, dramaturg, producent. Písně s jeho texty zpívali například Karel Gott, Helena Vondráčková, Miluše Voborníková, Holki, Argema, Jitka Zelenková, Beatings a další.

## Život
V letech 1968–1971 absolvoval SVVŠ pro pracující. Následně vystudoval Filosofickou fakultu UK, obor filosofie a dějepis. Po absolutoriu byl na volné noze a živil se psaním novinových článků, písňových textů a rozhlasových a televizních scénářů. Od roku 1965 spolupracoval externě s Čs. rozhlasem, od roku 1970 se stanicí Hvězda a od roku 1976 se Studiem mladých. V roce 1977 nastoupil do Československého rozhlasu, kde pracoval jako redaktor Studia mladých a Mikrofóra, později byl vedoucím redaktorem redakce zábavy (1990–92), pak šéfredaktorem stanice Praha (1992–93) a současně krátce řídil i krajské studio Českého rozhlasu v Plzni. Po odchodu z Českého rozhlasu na vlastní žádost v roce 1993 přešel jako šéfredaktor redakce zábavy do televize Nova, kde byl až do roku 2006. V důchodu se věnuje vlastním aktivitám, dál také píše jak scénáře, články, tak i písňové texty.
Vedle svých zaměstnání byl tiskovým tajemníkem Bratislavské lyry (1966, 1967), Děčínské kotvy (1968), divadla Semafor (1967), šéfdramaturgem Rockfestu, Porty a organizátorem dalších festivalů (Rockové maratony).
Z nejvýznamnějších autorských počinů vedle písňových textů je to především knížka vzpomínek Přátelé jsou příbuzní, které si vybíráme sami, dále sedmdesátidílný cyklus koláží zvukových dokumentů z rozhlasového archivu – 70 let Československa (ve spolupráci s historikem V. Nálevkou) a rozhlasové pásmo Nejsme děti, aneb Deset dní, které otřásly Československem, zachycující prvních deset dnů „sametové revoluce“. Je zakladatelem rozhlasového pořadu Tobogan.
Věnuje se také vydavatelské činnosti. V nakladatelství Panton (1984) založil edici Cesty (pro folkovou hudbu) a Rock. V obou edicích pomáhal zejména začínajícím interpretům anebo těm, kteří v té době desky běžně nevydávali. Vydal dokonce desku Panton na Portě live, která vyšla 24 hodin po natočení! Je spolumajitelem firmy FONIA, která se specializuje na mluvené slovo.

## Písňové texty
- Koupím veselý den, Hana Pazeltová
- Utíkej, Helena Vondráčková
- Někdo se k nám dívá, Naďa Urbánková a Miluše Voborníková
- Máme máj, Věra Špinarová
- Láska je jako sníh, Beatings
- Ráda mám ráno probuzené, Miluše Voborníková
- S námi zpívej, Beatings
- Tvá žena Růžena, Hana Zagorová
- Hvězdné hodiny, Karel Černoch
- Sám, samoten, Jitka Zelenková
- Zítra stromek zazáří, Karel Gott
- Kolik týdnů ještě zbývá, Kamila Olšaníková a Oldřich Veselý
- Milión snů, Argema
- Někdy příště, Holki
- Společná, Argema
- Náš příběh postrádá děj, Klára Kolomazníková a Michal David
- Spíme v kapkách deště, Iveta Bartošová
- Ať i tvůj hlas zní, Iveta Bartošová a Artur Štaidl

## Písně v muzikálech
- Muži v ofsajdu
- Písek do očí
- Matěj Brouček na výstavě